# Stipagrostis dhofariensis
Stipagrostis dhofariensis är en gräsart som beskrevs av Thomas Arthur Cope. Stipagrostis dhofariensis ingår i släktet Stipagrostis och familjen gräs. Inga underarter finns listade i Catalogue of Life.